# José Muguerza
José Muguerza Anitúa (ur. 15 września 1911 w Eibarze, zm. 23 października 1984 w Meksyku) – hiszpański piłkarz grający na pozycji pomocnika, reprezentant kraju. Wystąpił na MŚ 1934.

## Kariera klubowa
Podczas swojej kariery grał w latach 1928–1936 w klubie Athletic Bilbao. Zdobył z nim czterokrotnie Puchar Króla (1930, 1931, 1932, 1933), a także czterokrotnie zwyciężył w lidze (1929–1930, 1930–31, 1933–34, 1935–36).